# Ann Lee (zangeres)
Ann Lee, artiestennaam van Annerley Gordon (Sheffield, 12 november 1967), is een Britse zangeres.

## Levensloop en carrière
Annerley Gordon werd geboren in Sheffield, maar verhuisde in de jaren 1980 naar Italië. Ze zong verschillende eurobeat- en eurodancesingles in, alvorens solo succes te hebben met het nummer 2 Times onder haar artiestennaam Ann Lee. Het nummer werd een toptienhit in het Verenigd Koninkrijk, Ierland, Australië, Vlaanderen, Nederland, Frankrijk, Duitsland en Oostenrijk. Het nummer Voices werd de opvolger van 2 Times. In 2000 coverde ze het nummer Ring My Bell van Anita Ward. In 2024 werd 2 Times in een nieuwe versie uitgebracht door Dimitri Vegas, Steve Aoki, Sound Of Legend en Ann Lee zelf.

## Discografie
| Single met hitnotering(en) in de Vlaamse Ultratop 50 | Datum van verschijnen | Datum van binnenkomst | Hoogste positie | Aantal weken | Opmerkingen |
| ---------------------------------------------------- | --------------------- | --------------------- | --------------- | ------------ | ----------- |
| 2 Times                                              | 1999                  | 26-06-1999            | 1               | 18           |             |
| Voices                                               | 1999                  | 30-10-1999            | 13              | 9            |             |

| Single met eventuele hitnotering(en) in de Nederlandse Top 40 | Datum van verschijnen | Datum van binnenkomst | Hoogste positie | Aantal weken | Opmerkingen |
| ------------------------------------------------------------- | --------------------- | --------------------- | --------------- | ------------ | ----------- |
| 2 Times                                                       | 1999                  | 26-06-1999            | 4               | 21           | Alarmschijf |
| Voices                                                        | 1999                  | 23-10-1999            | 55              | 6            |             |
| So Deep                                                       | 2001                  |                       |                 |              |             |
| 2 People                                                      | 2010                  |                       |                 |              |             |

- Biblioteca Nacional de España: XX1345244
- Bibliothèque nationale de France: cb14025986c (data)
- Gemeinsame Normdatei: 135142601
- International Standard Name Identifier: 0000 0000 5515 7065
- MusicBrainz: e2763ea0-bf71-4734-ba29-b22c0fa67688
- SNAC: w6nw9sz5